# Deolinda Fonseca

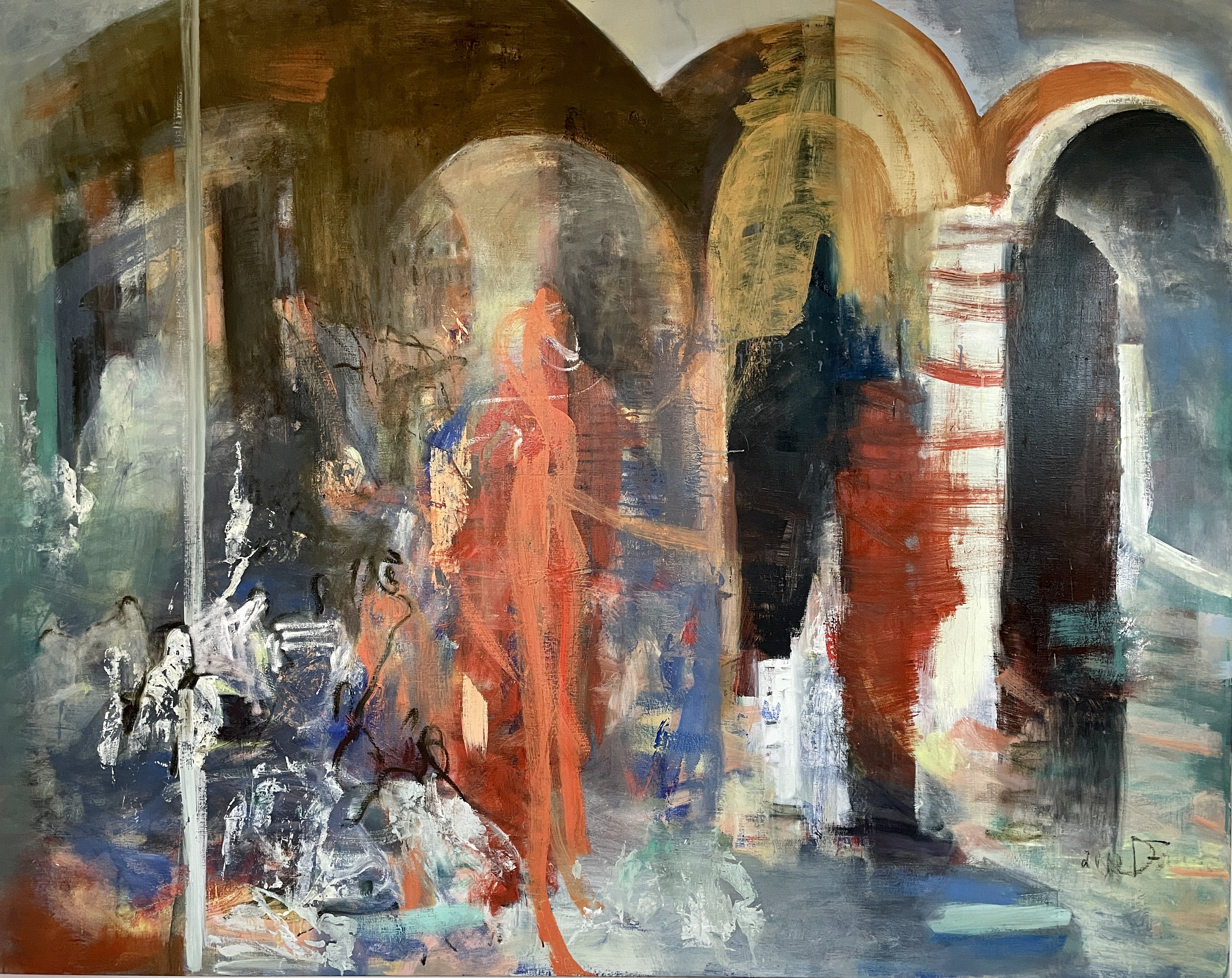
Obra de Deolinda, Arcade of Memories, óleo sobre tela, 2010

Deolinda Fonseca (Porto, 1954) foi  uma artista portuguesa radicada na Dinamarca desde 1979, ano em que concluiu a sua formação em Artes Plásticas na Escola Superior de Belas Artes do Porto.   

## Formação e actividade artística
Foi bolseira da Fundação Calouste Gulbenkian nos anos de 1973 a 1976.
Em 1985 estudou com Poul Gernes na Academia Real de Copenhaga.
Tem uma vasta experiência como professora e monitora de ateliers artísticos. Podem destacar-se os anos de ensino de crianças surdas-mudas entre 1976 e 1978, ainda em Portugal, os ateliers de pintura sobre seda desenvolvidos no Louisiana Museum of Modern Art, em 1995, aquando da apresentação de uma exposição de Arte Moderna Japonesa, e os ateliers organizados na Hendriksholm School, em 1998, baseados nas visitas realizadas à The David Collection of Islamic Art in Copenhagen. Ilustrou diversas publicações e trabalhou em cenografia e efeitos cenográficos para filmes de animação.
No âmbito da divulgação da cultura portuguesa na Dinamarca promoveu uma apresentação de livros e publicações da Fundação Calouste Gulbenkian na Biblioteca Central de Copenhaga, em 1996.
Quando Copenhaga foi Capital Europeia da Cultura, em 1996, realizou diversas performances com pintura e uma grande instalação de pintura sobre seda na Biblioteca Central de Copenhaga. A performance interessou-a desde o início da sua carreira e, em 2002, faria uma performance no Museu Nacional da Dinamarca em colaboração com o Coro Feminino da DR (radiotelevisão dinamarquesa).
A sua actividade como divulgadora cultural levou-a ainda a abrir uma galeria de arte em Esplanaden, Copenhaga, que dirigiu entre 1997e 2005, onde organizou diversas exposições de artistas dinamarqueses e estrangeiros, entre as quais uma exposição com 5 artistas do Porto.
Em 2002 foi distinguida com a Ordem do Infante D. Henrique pela República Portuguesa.
Foi membro de duas importantes associações artísticas, em Portugal: Árvore (Cooperativa de Actividades Artísticas) e na Dinamarca: BKF (Sindicato dos Artistas Plásticos Dinamarqueses). Em Portugal é representada pela Galeria S. Mamede, em Lisboa e Porto. 
O Departamento de Arte da Biblioteca Central de Copenhaga dispõe de um vídeo sobre Deolinda Fonseca, “The More We say – The Less We See”, dirigido por Lars Brok em 1994. 

## Obra e crítica
A sua obra oscila entre duas facetas dominantes: a primeira caracteriza-se pela abstracção próxima de um sentido expressionista que origina trabalhos de grande vitalidade e intensidade. A segunda aborda a figuração e traduz-se, essencialmente, numa actividade notável de retratista. 
Sobre a sua obra pronunciaram-se, ao longo do tempo, diversos críticos e historiadores de arte. 
Fernando Guimarães  (Porto – Portugal, 1928), poeta, ensaísta e tradutor escreveu em 1993:
[…] é curioso constatar como os trabalhos mais antigos remetem sempre para um centro. Para uma espécie de sorvedouro donde não é possível qualquer regresso. 
Fátima Lambert  (1960), crítica de arte e professora universitária afirmou em 1999:
Deolinda Fonseca está efectivamente longe: vive na Dinamarca há longos anos e preserva as suas raízes portuguesas. A luz pulsátil que caracteriza a cromaticidade dos seus trabalhos não esconde uma certa nostalgia da situação geográfica portuguesa. […] O seu olhar de dentro que está fora e retorna, mostra-nos […] uma experiência de rememorização pouco comum. 
Laura Castro  (Gaia – Portugal, 1963), historiadora, crítica de arte e professora universitária escreveu em 2006:
Nenhum pintor escapa à sua genealogia por mais difusa ou diversificada que ela se apresente. A linhagem em que se integra Deolinda Fonseca é a desse expressionismo oscilante entre a abstracção e a figuração, desse expressionismo que articula o teor abstracto de fundos laboriosamente tratados com uma figuração dispersa e subtil, desse expressionismo cujo legado se impôs nos meados do século através de pintores norte-americanos e europeus.
Sinne Lundgaard Rasmussen  doutorada em Estética, investigadora independente na área da arte, referiu-se do seguinte modo a Deolinda Fonseca:
[…] ser artista é estar consciente das suas escolhas e, ao mesmo tempo, deixar a pintura fluir livremente. Esta é a força das pinturas de Deolinda Fonseca. As escolhas de Deolinda são claras, mas, simultaneamente, deixa as suas pinturas ter vida própria.
O sentido experimental de alguns dos projectos de Deolinda Fonseca também deve ser destacado. No projecto Flutuações, de 2009, Deolinda Fonseca, apresenta pintura sobre seda a que se reuniu a cumplicidade das animações digitais através da colaboração com Lars Brok. Laura Castro escreveu a respeito desta colaboração: No diálogo entre as duas linguagens artísticas tão distantes em termos artesanais, oficinais, tecnológicos e conceptuais […] instaura-se uma curiosa proximidade. […] No encontro de duas práticas culturais, do artístico ao visual assiste-se a uma experiência estética que valeria a pena aprofundar.
Em 2010 foi publicado um importante livro sobre a sua obra, com textos de Laura Castro e de Sinne Lundgaard Rasmussen, em edição bilingue (português e inglês) que reúne obras de 1989 a 2010. 

## Exposições individuais (selecção)
- 1982 – Kunstforening Direcção dos Impostos
- 1987 – Galleri Secher
- 1985 – Møstings Hus
- 1986 – Kunstforening do Banco Dinamarquês; Hospital de Herlev
- 1988 – Kunstforening da Câmara Municipal de Ballerup; Casa da Cultura de Helsingør
- 1988/1995 – I.C.L. Data Kunstforening
- 1990/1992/1995/1997 – Louis Poulsen Kunstforening
- 1991 – Câmara Municipal de Ishøj; Lundbeck Medico Kunstforening
- 1992 –Representação da Amnestia Internacional em Casa da Cultura de Åbenrå; Biblioteca de Arte de Lyngby; Sindicato dos Dentistas Kunstforening
- 1993 – Galleri Dragehøj; D.F.D.S. Kunstforening; Galeria Árvore (Porto – Portugal); Galleri Shambala
- 1994 – Galleri Art Tegn; Sahva Kunstforening
- 1995 – Biblioteca Central de Greve; Biblioteca Real Dinamarca; Biblioteca Central de Copenhaga
- 1995/96 – Câmara Municipal de Hvidovre
- 1996 – Biblioteca Central de Gladsaxe; Scandibrew Kunstforening
- 1997 – Galleri Fonseca; Direcção geral do Comércio Kunstforening; Sadolin Akzo Nobel Decorative Coatings Kunstforening
- 1997/1998/1999 – Skovlundegaard Kunstforening
- 1998 – Galleri Dragehøj; Embaixada dos Estados Unidos
- 1999 – Biblioteca Central de Copenhaga; Tryg Baltica Kunstforening
- 2000 – Skovbo Kunstforening; Weibulls Kunstgalleri
- 2001 – Instituto Camões – Sala Damião de Goes (Bruxelas – Bélgica); Biblioteca Central de Copenhaga; DRTV Kunstforening; Museu Casa Oficina António Carneiro, integrada no “Porto 2001, Capital Europeia da Cultura” (Porto Portugal); Morgenavisen Jyllands Posten Kunstforening; Akzo Nobel Kunstforening (Dk)
- 2002 – Akzo Nobel Kunstforening (Suécia); Memória 25 de Abril, Instituto Camões, Centro Cultural do Luxemburgo; Direcção de Energia na Dinamarca; DRTV Kunstforening
- 2003 – Sindicato dos Dentistas; Illums Bolighus; Galeria Símbolo (Porto – Portugal); Espaços Paralelos, Galeria Municipal de Albufeira (Portugal)
- 2004 – Galeria do jornal diário Morgenavisen Jyllands Posten, Copenhaga
- 2005 - Hospital de Hvidovre; Gallery Copenhagen; Deloitte & Touche Kunstforening
- 2006 – Topologia Cromática, Galeria S. Mamede (Lisboa, Portugal)[14]
- 2007 – Sincronismos do Olhar, Galeria S. Mamede (Porto, Portugal [15]
- 2009 – Flutuações, Centro Cultural Português (Luxemburgo); Mind's Eye, Gallery Shorashim (Tel Aviv – Israel); Behind the Clouds, Rappaport Hall (Haifa – Israel)
- 2010 – Danish Portraits, Galleri Nybro; Paisagens da Mente, Galeria S. Mamede (Lisboa, Portugal)
- 2011 – Danish Portraits, Borup House of Culture Skovbo Kunstforening

## Colecções em que está representada
- Birkeroed Gymnasium
- Electricians Association of Denmark
- Embaixada de Portugal em Copenhaga
- Embaixada de Portugal em Tel Aviv
- Faculdade de Belas Artes da Universidade do Porto
- Hospital de Hvidovre
- Instituto Camões – Bruxelas e Luxemburgo
- Nithona Foundation’s collection at Roennebaeksholm Museum
- Colecções privadas em Portugal, Espanha, Bélgica, Luxemburgo, França, Suécia, Noruega, Dinamarca, Reino Unido, Irlanda e E.U.A.